# Міле (Високо)
44°00′31″ пн. ш. 18°10′12″ сх. д. / 44.0086° пн. ш. 18.17° сх. д.

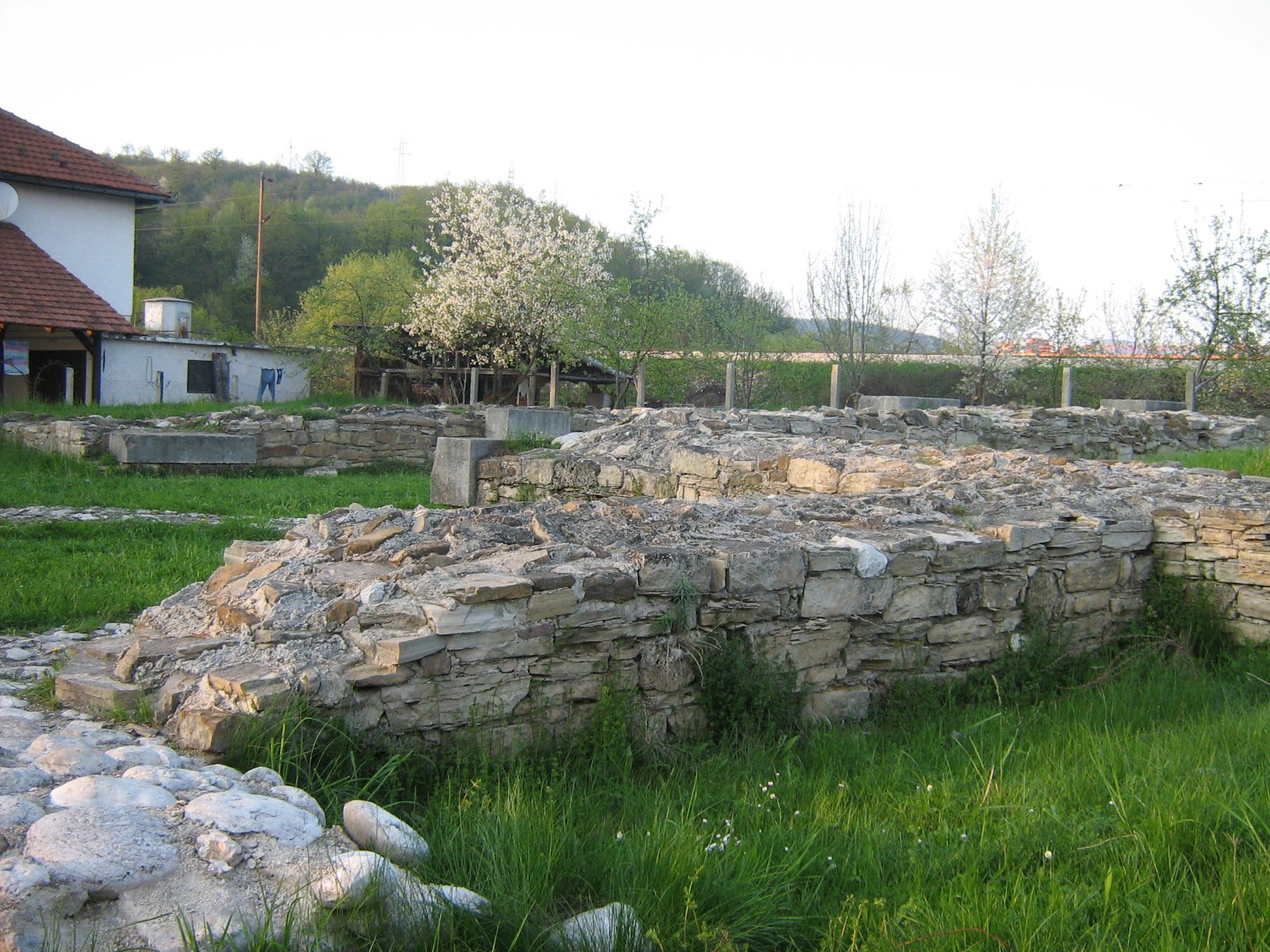
Залишки церкви

Міле — заповідна пам'ятка Боснії і Герцеговини, розташована в басейні річки Високо, місце середньовічного коронування та поховання боснійських королів за часів Боснійського королівства (1377—1463).

## Історія

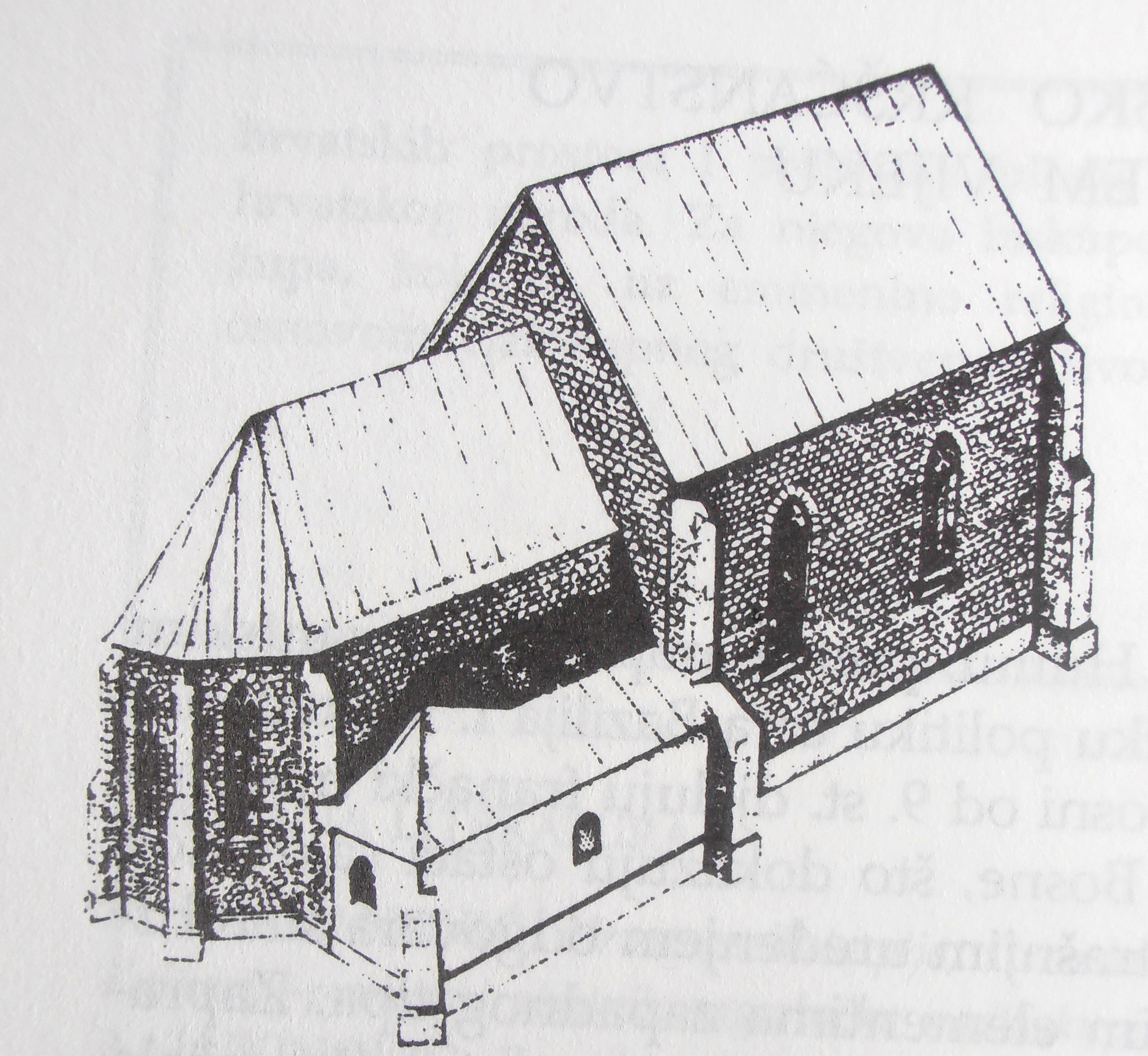
Реконструкція церкви

Вперше Міле згадується в 1244 році як місце церкви святих Кузьми та Дамяна. Того ж року Стефан II Котроманич побудував перший францисканський монастир Святого Миколая. У Міле було місце вінчання боснійських королів і, можливо, місце вінчання першого боснійського короля Твртка І Котроманича в 1377 році. З 1367 по 1407 р. історичні джерела згадують рагузьких купців, які давали грошові внески на францисканський монастир, що знаходився в Мілі. Він визначений як монастир Святого Миколая згідно з джерелами з 1380 по 1390 рр.
Стефан II, бан Боснії, помер у 1353 р., його могилу не вдалося ідентифікувати під час археологічних розкопок. Мавро Орбіні та пізніші автори посилаються на те, що Стефан II побудував церкву в Мілі і хотів бути там похованим. Могила короля Боснії Твртко I, ідентифікована. Вона розміщена в північній стіні церкви.